# Dada Lekhraj
Lekhraj Khubchand Kripalani (Hyderabad, Sindh, Índia Britànica, 15 de desembre de 1876 - Mont Abu, Rajasthan, 18 de gener de 1969), també conegut com a Dada Lekhraj, va ser el fundador de Brahma Kumaris.

## Biografia
Nascut a Hyderabad, Sindh, Índia Britànica, Lekhraj Kripalani va fer fortuna amb un negoci de joies a Calcuta. Durant els anys cinquanta, Kripalani va tenir unes visions i es va retirar, tornant a Hyderabad i recuperant l'espiritualitat.
El 1932, Lekhraj va fundar una organització espiritual anomenada "Om Mandali". Originalment seguidor del grup Vixnuisme Vallabhacharya i membre de la comunitat de Bhaiband, es diu que va tenir 12 gurus, però va començar a predicar i dirigir els seus propis "satsangs" que, el 1936, havien atret al voltant de 300 persones de la seva comunitat, algunes d'elles d'alt poder adquisitiu. Segons les afirmacions de BKWSU, un familiar va informar que un ésser espiritual (Shiv) va ingressar en el seu cos i va parlar a través ell. Des de llavors, Lekhraj ha estat considerat pel BKWSU com un mitjancer de Déu, i com a tal, transmissor de missatges de gran importància dins del sistema de creences del moviment religiós.
El 1937, Lekhraj va nomenar alguns dels membres del seu satsang per a dirigir un comitè al qual va transferir els seus bens. Aquest comitè, conegut com a Om Mandali, era el nucli del Brahma Kumaris. Diverses dones es van unir a Om Mandali, i van aportar els seus bens a l'associació.
La comunitat Sindhi va reaccionar desfavorablement al moviment de Lekhraj a causa de la filosofia del grup que va advocar perquè les dones fossin menys sotmeses als seus marits; això, anava en contra de la tradició cultural en aquella època a l'Índia; també van predicar la castedat.
Organitzacions com el Congrés Nacional Indi i Arya Samaj van acusar Om Mandali de ser un desconcertant de la pau familiar. Algunes de les esposes de Brahma Kumari van ser maltractades per les seves famílies, i Lekhraj va ser acusat de bruixeria i lleteria. També va ser acusat de formar un culte i controlar la seva comunitat a través de l'art de l'hipnotisme.
Per evitar la persecució, les accions legals i l'oposició dels familiars dels seus seguidors, Lekhraj va traslladar el grup d'Hyderabad a Karachi, on es van instal·lar en un ashram molt estructurat. El comitè Bhaibund anti-Om Mandli, que s'havia oposat al grup a Hyderabad, els va seguir. El 18 de gener de 1939, les mares de dues nenes de 12 i 13 anys van presentar una demanda contra Om Mandali, a la Cort del Magistrat addicional a Karachi. Les dones, d'Hyderabad, van declarar que les seves filles eren detingudes injustament a l'Om Mandali de Karachi. El tribunal va ordenar que les noies s'enviessin a les seves mares. Om Radhe de Om Mandali va apel·lar contra la decisió en el Tribunal Superior, on es va resoldre el conflicte. Més tard, els pares d'Hari es van convèncer de deixar que la seva filla quedés a l'Om Mandali.
Diversos hindús van continuar les seves protestes contra Om Mandali. Alguns membres hindús de l'Assemblea Sindh van amenaçar amb renunciar a menys que l'Om Mandali fos definitivament prohibit. Finalment, el govern de Sindh va utilitzar la Llei de modificació de la llei penal de 1908 per declarar a Om Mandali com una associació il·legal. Sota la pressió dels líders hindús de l'Assemblea, el govern també va ordenar que l'Om Mandali tanqués i desocupés les seves instal·lacions.
Després de la partició de l'Índia, el Brahma Kumaris es va traslladar al Mont Abu, al Rajasthan, a l'Índia l'abril de 1950.
Lekhraj va morir el 18 de gener de 1969, i Brahma Kumaris es va expandir posteriorment a altres països.